# Portal (gra komputerowa)
Portal – logiczno-platformowa gra komputerowa ukazana z perspektywy pierwszej osoby, wyprodukowana i wydana w 2007 roku przez Valve Corporation. Jej wersja pudełkowa miała premierę w zestawie The Orange Box. W 2011 roku została wydana jej kontynuacja, Portal 2.
Koncepcja produkcji bazuje na darmowej grze Narbacular Drop, stworzonej jako testowy projekt przez studentów DigiPen Institute of Technology. Twórcy tej gry zostali zatrudnieni w Valve.
Redakcja magazynu „PC Gamer UK” w 2015 roku przyznała grze 9. miejsce na liście najlepszych gier na PC.

## Rozgrywka

Przykład zachowania prędkości wraz z przechodzeniem przez portale. Skacząc w niższy portal, bohater wypada przez wyższy i ląduje na platformie po prawej.

Gra opiera się na wykorzystywaniu Podręcznego Urządzenia Portalowego Aperture Science (ang. Aperture Science Handheld Portal Device), które tworzy portale na białych powierzchniach, pozwalając na swobodne podróżowanie oraz interakcję pomiędzy dowolnymi dwiema lokacjami w przestrzeni trójwymiarowej. Portale tworzyć można jedynie na płaskich powierzchniach. Jeśli portale zostaną stworzone na różnych płaszczyznach, powstaną wahania geometrii i grawitacji, na przykład przechodząc przez portal na ścianie prowadzący do portalu na ziemi, przechodzący zostanie odepchnięty przez grawitację ziemi przed portal na ścianie. Jednocześnie mogą być tworzone tylko dwa portale, tak więc przy stworzeniu nowego portalu, wcześniej powstały portal znika. Urządzenie działa też jak działo grawitacyjne (ang. gravity gun) z gry Half-Life 2, czyli może podnosić i trzymać obiekty, chociaż nie można nim rzucać obiektów na taką odległość jak przy użyciu działa grawitacyjnego.

## Fabuła
Bohaterka gry, Chell, budzi się w komorze relaksacyjnej jednego z pomieszczeń wielkiego Centrum Wzbogacania Aperture Science (ang. Aperture Science Enrichment Center). Po kilkunastu sekundach wita ją GLaDOS (Genetic Lifeform and Disk Operating System), sztuczna inteligencja sterująca kompleksem, i informuje, że ma przebyć serię testów. W jednej z początkowych komór testowych Chell otrzymuje urządzenie do tworzenia portali. Ostatni test ma się kończyć spaleniem testującego, jednakże Chell udaje się uciec.
Przedziera się przez brudne, pełne zabezpieczeń korytarze i biura pracowników, którzy gdzieś zniknęli, słysząc coraz ostrzejsze nawoływania komputera o zaprzestanie wędrówki. W końcu dociera do jądra kompleksu i spotyka sztuczną inteligencję. Po krótkim powitaniu z maszyny wylatuje dziwny przedmiot. Po jego zniszczeniu, GLaDOS opowiada, że był to system moralności zamontowany, gdy wymordowała pracowników Centrum Wzbogacania za pomocą neurotoksyny. Następnie włącza odliczanie pokazujące czas dotarcia neurotoksyny do mózgu Chell. Ostatnim zadaniem gracza jest wykorzystanie automatycznego działka rakietowego i Podręcznego Urządzenia Portalowego do zniszczenia komputera. Wszystko, razem z bohaterką, ląduje na powierzchni ziemi, na parkingu przed kompleksem.
Po ostatniej aktualizacji Portala, na końcu gry mechaniczny głos oznajmia, że Chell dobrze postąpiła, ponieważ położyła się w uległej pozycji, i wtedy wędrujący za nią robot eskortujący ciągnie ją z powrotem do kompleksu wypoczynkowego w Centrum Wzbogacania.

## Portal: Prelude
10 października 2008 roku została wydana nieoficjalna modyfikacja do gry pt. Portal: Prelude. Jej akcja toczy się przed wydarzeniami z głównej gry. Modyfikacja została wyróżniona przez serwis FilePlanet.
18 lipca 2023 roku, odnowiona wersja modyfikacji pod nazwą „Portal: Prelude RTX” korzystająca z technologii RTX Remix pojawiła się na Steam. Zawiera ona nowe tekstury, modele, udźwiękowienie i oświetlenie wykorzystujące śledzenie promieni. Wydanie to zdobyło mieszane recenzje na platformie Steam.